# Benjamin Franklin Randolph
Benjamin Franklin Randolph (* 14. Juli 1808 auf „Edge Hill“ bei Charlottesville, Virginia; † 18. Februar 1871) war ein US-amerikanischer Farmer, Mediziner, Friedensrichter und Politiker.

## Herkunft und Familie
Randolph war das neunte Kind und der dritte Sohn von Thomas Mann Randolph und Martha Jefferson Randolph, Tochter des dritten US-Präsidenten Thomas Jefferson. Am 13. November 1834 heiratete er Sally Champe Carter. Das Paar bekam drei Kinder: Isaetta (24. März 1836), Lewis (13. Juni 1838) und Robert (15. April 1851).

## Leben und Wirken

### Jugend
Benjamin Franklin Randolph wurde als Kind von seiner Mutter, seinen Schwestern und auf der "Mr. Hatch School" unterrichtet. Später studierte er auf der University of Virginia, die im Jahre 1819 auf Betreiben seines Großvaters Thomas Jefferson gegründet wurde. Als dieser jedoch am 4. Juli 1826 starb, musste Randolph aufgrund finanzieller Schwierigkeiten seiner Familie das Studium abbrechen, kam aber im Jahre 1829 an dieser Universität zurück und absolvierte ein Studium der  Medizin, das er am 18. Juli 1831 abschloss. In dieser Zeit gewann er dreimal einen Preis als Essay-Schreiber. Auch wurde er Mitglied in der "Jefferson Society". Sein Professor Robley Dunglison, der auch der persönliche Leibarzt seines Großvaters Thomas Jefferson war, hielt ihn für den besten in seiner Klasse.

### Leben
Nach mehreren Umzügen ließ er sich im Albemarle County nieder, wo er auch seine zukünftige Ehefrau kennenlernte. Nach der Hochzeit mit Sally Champe Carter erhielt diese von ihren Eltern ein 642 acres großes Landgut, das in der Nähe von Monticello (Virginia) lag und am Anwesen von ihren Eltern grenzte. Sie nannten ihre Siedlung zunächst "Sharon", und später "Round Top". Von 1846 bis 1864 war Randolph Friedensrichter und von 1853 bis 1856 Mitglied des Senats von Virginia. Auch sonst interessierte er sich für öffentliche Angelegenheiten.

### Amerikanischer Bürgerkrieg
Randolph war ein überzeugter Befürworter der Sezession der Südstaaten und der Konföderierten Staaten von Amerika während des Bürgerkrieges. Er half auch bei der Ausbildung freiwilliger Truppen. Sowohl sein Sohn Lewis als auch sein Schwiegersohn dienten im konföderierten Heer.

### Letzte Jahre
Anfang des Jahres 1867 erkrankte Benjamin Franklin Randolph schwer und erholte sich nicht mehr vollständig. Er starb am 18. Februar 1871 und wurde auf dem Friedhof der "Christ Church", Glendower, in der Nähe von Keene im Albemarle County begraben.